# كاريزه (سقز)
قرية كاريزه (بالكردية: کارێزە) هي إحدى القرى التابعة لـسرا في ريف قسم مركزي من مقاطعة سقز، في محافظة كردستان الإيرانية.

## السكان
حسب إحصاءات سنة 2006، بلغ إجمالي السكان في كاريزه 874 نسمة وعدد المساكن 151 مسكن. لغة سكان كاريزه هي اللغة الكردية و هم من أهل السنة والجماعة والمذهب الشافعي.